# Solarenergie/Tabellen und Grafiken

Entwicklung der weltweiten Photovoltaik-Leistung

Hier werden Tabellen und Grafiken mit genauen Angaben zum Thema Solarenergie dargestellt.

## Überblick

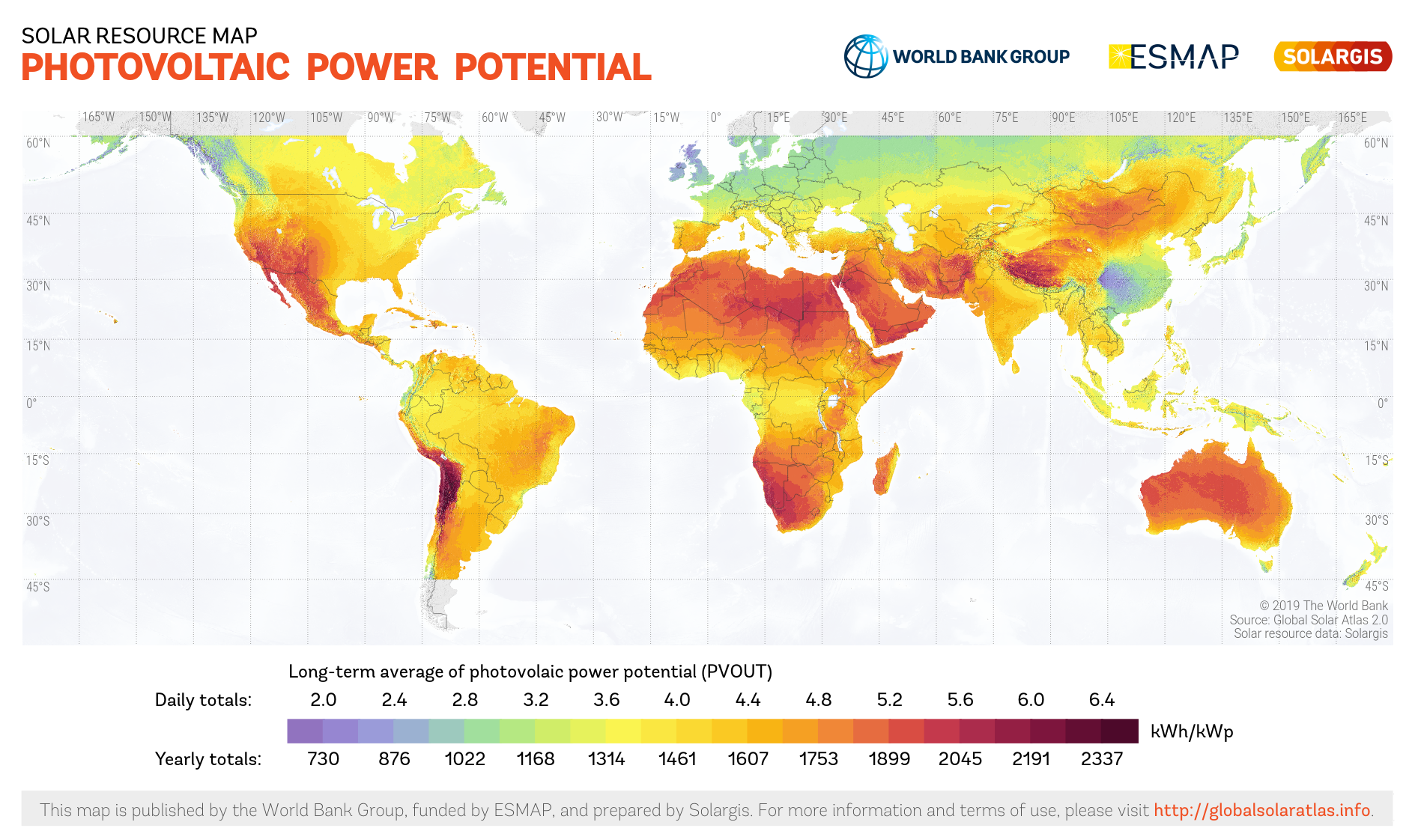
Globales Sonnenenergiepotenzial

Viele Länder und Territorien haben in ihren Stromnetzen erhebliche Solarstromkapazitäten installiert, um konventionelle Energiequellen zu ergänzen oder alternative Energiequellen zu erschließen. Solarkraftwerke verwenden eine von zwei Technologien:
- Photovoltaik-Systeme (PV) verwenden Sonnenkollektoren, entweder auf Dächern oder in Freiflächen-Solarparks, die Sonnenlicht direkt in elektrische Energie umwandeln.[1][2][3][4]
- Sonnenwärmekraftwerke verwenden solarthermische Energie, um Dampf zu erzeugen, der anschließend von einer Turbine in Strom umgewandelt wird.

Das weltweite Wachstum der Photovoltaik ist äußerst dynamisch und variiert stark von Land zu Land. Bis Ende 2020 wurden weltweit kumuliert 707,5 GW Solarenergiekapazität installiert. Anfang 2020 war China mit 254 GW das führende Land für Solarstrom, welches ein Drittel der weltweit installierten Solarkapazität ausmachte. Ab 2020 gibt es weltweit mindestens 37 Länder mit einer kumulierten PV-Leistung von mehr als einem Gigawatt.
Die Top-Installateure von 2016 bis 2019 waren China, die Vereinigten Staaten und Indien. Die verfügbare Kapazität in Honduras reicht jetzt aus, um 12 % der elektrischen Energie des Landes zu liefern. Italien, Deutschland und Griechenland können zwischen 8 % und 9 % ihres jeweiligen jährlichen Haushaltsstromverbrauchs erzeugen. 2020 erzeugte Solarenergie knapp einen Prozent der weltweiten Primärenergie und knapp zwei Prozent des weltweiten Strombedarfs. Dieser Anteil wächst sein den 2010er Jahren allerdings rasant an und die Solarenergie ist dank sinkender Preise und technischer Fortschritte im Jahre 2020 zur billigsten Art der Stromerzeugung in der Geschichte geworden. Damit wird sie insbesondere auch in sonnenreichen Schwellen- und Entwicklungsländern zu einer Alternative zu den bisherigen Energieträgern.

## Solarenergie

Entwicklung der Solarenergieerzeugung

### Länder nach Erzeugung
| Rang (2024) | Land                    | 1990 | 2000 | 2010 | 2015 | 2020  | 2021  | 2022  | 2023  | 2024  |
| ----------- | ----------------------- | ---- | ---- | ---- | ---- | ----- | ----- | ----- | ----- | ----- |
| 1.          | Volksrepublik China     | ...  | ...  | 0,1  | 39,5 | 261,1 | 327,0 | 427,7 | 584,2 | 834,1 |
| 2.          | Vereinigte Staaten      | 0,4  | 0,5  | 1,2  | 39,0 | 130,7 | 164,4 | 205,1 | 238,2 | 303,2 |
| 3.          | Indien                  | ...  | ...  | 0,1  | 6,6  | 58,7  | 68,3  | 95,2  | 113,4 | 133,8 |
| 4.          | Japan                   | ...  | 0,4  | 3,5  | 34,8 | 75,1  | 92,4  | 102,4 | 96,0  | 102,0 |
| 5.          | Brasilien               | ...  | ...  | ...  | 0,1  | 10,8  | 16,8  | 30,1  | 51,7  | 74,7  |
| 6.          | Deutschland             | ...  | ...  | 11,7 | 38,7 | 48,6  | 49,3  | 60,8  | 61,2  | 71,0  |
| 7.          | Spanien                 | ...  | ...  | 7,2  | 13,9 | 20,8  | 27,1  | 35,7  | 48,9  | 58,6  |
| 8.          | Australien              | ...  | ...  | 1,0  | 5,2  | 23,8  | 31,2  | 38,8  | 46,9  | 49,8  |
| 9.          | Italien                 | ...  | ...  | 1,9  | 22,9 | 24,6  | 25,0  | 28,1  | 30,7  | 35,8  |
| 10.         | Südkorea                | ...  | ...  | 0,8  | 3,9  | 19,3  | 24,0  | 27,0  | 29,4  | 32,7  |
| 11.         | Mexiko                  | ...  | ...  | ...  | 0,2  | 15,8  | 20,2  | 20,3  | 27,1  | 27,6  |
| 12.         | Vietnam                 | ...  | ...  | ...  | ...  | 10,9  | 25,8  | 26,4  | 25,5  | 26,0  |
| 13.         | Türkei                  | ...  | ...  | ...  | 0,2  | 11,0  | 13,9  | 17,1  | 18,4  | 25,7  |
| 14.         | Frankreich              | ...  | ...  | 0,6  | 7,8  | 12,9  | 15,7  | 19,6  | 23,3  | 23,6  |
| 15.         | Niederlande             | ...  | ...  | 0,1  | 1,1  | 8,8   | 11,5  | 17,1  | 19,6  | 21,7  |
| 16.         | Südafrika               | ...  | ...  | ...  | 2,4  | 5,0   | 6,6   | 10,1  | 15,6  | 20,0  |
| 17.         | Chile                   | ...  | ...  | ...  | 1,2  | 7,6   | 10,8  | 14,5  | 18,1  | 19,9  |
| 18.         | Pakistan                | ...  | ...  | ...  | 0,4  | 2,4   | 4,3   | 6,5   | 10,2  | 18,8  |
| 19.         | Vereinigtes Königreich  | ...  | ...  | ...  | 7,5  | 12,9  | 12,1  | 13,9  | 13,8  | 15,6  |
| 20.         | Polen                   | ...  | ...  | ...  | 0,1  | 2,0   | 3,9   | 8,2   | 11,1  | 15,2  |
| 21.         | Taiwan                  | ...  | ...  | ...  | 0,9  | 6,1   | 8,0   | 10,7  | 12,9  | 14,9  |
| 22.         | VAE                     | ...  | ...  | ...  | 0,3  | 5,2   | 6,3   | 7,7   | 13,8  | ...   |
| 23.         | Griechenland            | ...  | ...  | 0,2  | 3,9  | 4,5   | 5,3   | 7,1   | 8,9   | 12,3  |
| 24.         | Ungarn                  | ...  | ...  | ...  | ...  | 2,5   | 3,8   | 4,7   | 6,9   | 9,4   |
| 25.         | Belgien                 | ...  | ...  | 0,6  | 3,1  | 5,1   | 5,6   | 6,9   | 7,8   | 8,9   |
| 26.         | Österreich              | ...  | ...  | ...  | 0,9  | 2,0   | 2,8   | 3,8   | 6,4   | 8,8   |
| 27.         | Kanada                  | ...  | ...  | 0,3  | 2,9  | 4,5   | 5,2   | 6,0   | 7,6   | 8,2   |
| 28.         | Israel                  | ...  | ...  | 0,1  | 1,1  | 4,2   | 4,6   | 7,4   | 7,0   | ...   |
| 29.         | Portugal                | ...  | ...  | 0,2  | 0,8  | 1,7   | 2,2   | 3,5   | 5,2   | 6,7   |
| 30.         | Thailand                | ...  | ...  | ...  | 2,4  | 5,0   | 4,3   | 4,9   | 5,4   | 6,2   |
| 31.         | Schweiz                 | ...  | ...  | 0,1  | 1,1  | 2,6   | 2,9   | 2,7   | 4,6   | 5,9   |
| 32.         | Ägypten                 | ...  | ...  | ...  | ...  | 2,8   | 4,8   | 5,1   | 5,2   | 5,7   |
| 33.         | Ukraine                 | ...  | ...  | ...  | 0,5  | 5,4   | 6,0   | 5,1   | 5,7   | ...   |
| 34.         | Bulgarien               | ...  | ...  | ...  | 1,4  | 1,5   | 1,5   | 2,1   | 3,5   | 5,3   |
| 35.         | Saudi-Arabien           | ...  | ...  | ...  | 0,1  | 0,2   | 0,8   | 0,8   | 4,2   | ...   |
| 36.         | Rumänien                | ...  | ...  | ...  | 2,0  | 1,7   | 1,7   | 2,0   | 2,3   | 4,2   |
| 37.         | Malaysia                | ...  | ...  | ...  | 0,3  | 1,2   | 1,5   | 2,7   | 3,2   | 4,1   |
| 38.         | Tschechien              | ...  | ...  | 0,6  | 2,3  | 2,2   | 2,3   | 2,6   | 2,9   | 4,0   |
| 39.         | Dänemark                | ...  | ...  | ...  | 0,6  | 1,2   | 1,3   | 2,2   | 3,4   | 4,0   |
| 40.         | Argentinien             | ...  | ...  | ...  | ...  | 1,3   | 2,2   | 2,6   | 3,3   | 4,0   |
| 41.         | Philippinen             | ...  | ...  | ...  | 0,1  | 1,4   | 1,5   | 1,8   | 2,5   | 3,7   |
| 42.         | Schweden                | ...  | ...  | ...  | ...  | 1,0   | 1,5   | 2,0   | 3,1   | 3,7   |
| 43.         | Jordanien               | ...  | ...  | ...  | ...  | 2,0   | 3,5   | 3,4   | 3,5   | ...   |
| 44.         | Kolumbien               | ...  | ...  | ...  | ...  | ...   | ...   | 0,3   | 1,0   | 3,3   |
| 45.         | Russland                | ...  | ...  | ...  | 0,3  | 1,9   | 2,3   | 2,4   | 2,6   | 2,8   |
| 46.         | DR Kongo                | ...  | ...  | ...  | ...  | ...   | 1,1   | 2,1   | 2,2   | ...   |
| 47.         | Kasachstan              | ...  | ...  | ...  | 0,1  | 1,2   | 1,3   | 1,4   | 2,0   | 2,0   |
| 48.         | Dominikanische Republik | ...  | ...  | ...  | ...  | 0,6   | 0,9   | 1,2   | 1,4   | 1,8   |
| 49.         | Oman                    | ...  | ...  | ...  | ...  | 0,2   | 0,7   | 1,6   | 1,7   | ...   |
| 50.         | Marokko                 | ...  | ...  | ...  | ...  | 1,5   | 1,8   | 1,5   | 2,1   | 1,6   |

### Länder nach installierter Kapazität
Die 15 Länder mit der höchsten installierten Solarkapazität waren im Jahre 2022:
| Rang | Land                   | Installierte Kapazität in GW (2022) | Neuinstallierte Kapazität in GW (2022) |
| ---- | ---------------------- | ----------------------------------- | -------------------------------------- |
| 1    | Volksrepublik China    | 393                                 | 86                                     |
| 2    | Vereinigte Staaten     | 113                                 | 18                                     |
| 3    | Japan                  | 79                                  | 5                                      |
| 4    | Deutschland            | 67                                  | 7                                      |
| 5    | Indien                 | 63                                  | 13                                     |
| 6    | Australien             | 27                                  | 4                                      |
| 7    | Italien                | 25                                  | 2                                      |
| 8    | Brasilien              | 24                                  | 10                                     |
| 9    | Niederlande            | 23                                  | 8                                      |
| 10   | Südkorea               | 21                                  | 3                                      |
| 11   | Spanien                | 21                                  | 4                                      |
| 12   | Vietnam                | 18                                  | 2                                      |
| 13   | Frankreich             | 17                                  | 3                                      |
| 14   | Vereinigtes Königreich | 14                                  | 1                                      |
| 15   | Polen                  | 11                                  | 4                                      |

### Länder nach Erzeugung pro Kopf
Die 15 Länder mit der höchsten Solarenergieerzeugung pro Kopf waren im Jahr 2022:
| Rang | Land               | Erzeugung pro Kopf |
| ---- | ------------------ | ------------------ |
| 1    | Australien         | 3.868              |
| 2    | Niederlande        | 2.624              |
| 3    | Japan              | 2.154              |
| 4    | Israel             | 2.046              |
| 5    | Chile              | 1.923              |
| 6    | VAE                | 1.921              |
| 7    | Deutschland        | 1.901              |
| 8    | Spanien            | 1.851              |
| 9    | Griechenland       | 1.796              |
| 10   | Vereinigte Staaten | 1.589              |
| 11   | Belgien            | 1.514              |
| 12   | Südkorea           | 1.357              |
| 13   | Zypern             | 1.335              |
| 14   | Ungarn             | 1.216              |
| 15   | Italien            | 1.215              |

### Solarenergie als Anteil am Energiemix

Länder nach Solaranteil am Energiemix (2021)

Die 15 Länder mit dem höchsten Anteil von Solarenergie an der gesamten Primärenergieerzeugung des entsprechenden Landes im Jahr 2023.
| Rang | Land         | Solaranteil in Prozent |
| ---- | ------------ | ---------------------- |
| 1    | Chile        | 9,37 %                 |
| 2    | Spanien      | 7,74 %                 |
| 3    | Griechenland | 7,23 %                 |
| 4    | Australien   | 6,99 %                 |
| 5    | Ungarn       | 6,71 %                 |
| 6    | Israel       | 6,31 %                 |
| 7    | Niederlande  | 5,76 %                 |
| 8    | Portugal     | 5,40 %                 |
| 9    | Japan        | 5,21 %                 |
| 10   | Deutschland  | 5,02 %                 |
| 11   | Schweiz      | 4,99 %                 |
| 12   | Vietnam      | 4,91 %                 |
| 13   | Italien      | 4,91 %                 |
| 14   | Dänemark     | 4,62 %                 |
| 15   | Bulgarien    | 4,47 %                 |

### Solarenergie als Anteil am Strommix

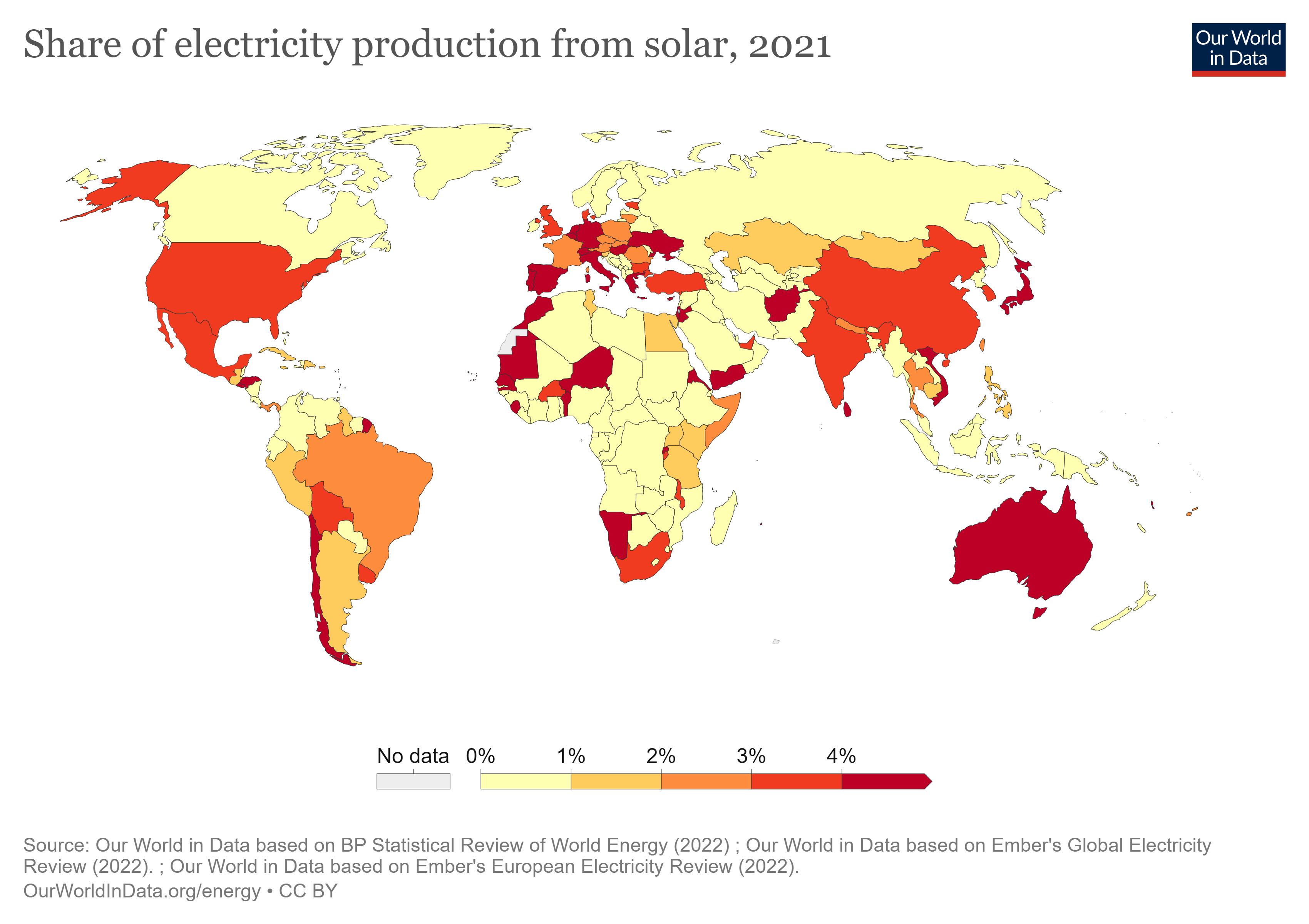
Länder nach Solaranteil am Strommix (2021)

Die 15 Länder mit dem höchsten Anteil von Solarenergie an der gesamten Stromerzeugung des entsprechenden Landes im Jahr 2024.
| Rang | Land             | Solaranteil in Prozent |
| ---- | ---------------- | ---------------------- |
| 1    | Palästina (2023) | 33,33 %                |
| 2    | Libanon          | 30,97 %                |
| 3    | Namibia          | 26,98 %                |
| 4    | Kiribati         | 25,00 %                |
| 5    | Ungarn           | 24,62 %                |
| 6    | Luxemburg        | 22,44 %                |
| 7    | Chile            | 22,32 %                |
| 8    | Griechenland     | 21,44 %                |
| 9    | Spanien          | 20,90 %                |
| 10   | Zypern           | 19,41 %                |
| 11   | Litauen          | 19,26 %                |
| 12   | Australien       | 17,81 %                |
| 13   | Niederlande      | 17,70 %                |
| 14   | El Salvador      | 17,34 %                |
| 15   | Jemen (2023)     | 16,94 %                |

### Größte Solarkraftwerke
Die 10 Solarparks mit der größten Kapazität waren im Jahre 2021:
| Rang | Solarkraftwerk                           | Erbaut | Land                | Kapazität in Megawatt |
| ---- | ---------------------------------------- | ------ | ------------------- | --------------------- |
| 1    | Solarpark Bhadla                         | 2020   | Indien              | 2.245                 |
| 2    | Solarpark Golmud                         | 2020   | Volksrepublik China | 2.200                 |
| 3    | Solarpark Pavagada                       | 2019   | Indien              | 2.050                 |
| 4    | Solarpark Benban                         | 2019   | Ägypten             | 1.650                 |
| 5    | Solarpark Tengger-Wüste                  | 2016   | Volksrepublik China | 1.547                 |
| 6    | Solarpark Noor Abu Dhabi                 | 2019   | VAE                 | 1.177                 |
| 7    | Mohammed-bin-Rashid-Al-Maktoum-Solarpark | 2020   | VAE                 | 1.013                 |
| 8    | Kurnool Ultra Mega Solar Park            | 2017   | Indien              | 1.000                 |
| 8    | Datong Solar Power Top Runner Base       | 2016   | Volksrepublik China | 1.000                 |
| 10   | Solarpark NP Kunta                       | 2021   | Indien              | 978                   |

### Bedeutende Unternehmen
Seit 2010 investiert China massiv in Solarunternehmen, so dass im Jahr 2021 zwischen 75 % und 90 % der auf Siliziumtechnik basierenden PV-Module bzw. deren Vorprodukte in China produziert wurden.
Folglich haben auch ca. 90 % der global bedeutenden Unternehmen im Bereich Solarenergie ihren Sitz in China. Die Rangfolge basierend auf der abgesetzten Generatorleistung im Jahre 2019:
|                | Land                | gegründet | Absatz Generatorleistung in GW |
| -------------- | ------------------- | --------- | ------------------------------ |
| Tongwei        | Volksrepublik China |           | 38                             |
| JA Solar       | Volksrepublik China | 2012      | 36                             |
| Aiko           | Volksrepublik China |           | 31                             |
| LONGI          | Volksrepublik China | 2000      | 29                             |
| JinkoSolar     | Volksrepublik China |           | 24                             |
| Canadian Solar | Kanada              |           | 17                             |
| Trina Solar    | Volksrepublik China | 1997      | 14                             |
| Solar Space    | Volksrepublik China |           | 12                             |
| Zhongli        | Volksrepublik China |           | 10                             |
| First Solar    | Vereinigte Staaten  | 1999      | 9                              |

### Welterzeugung
Die Tabelle zeigt die Entwicklung der Weltsolarstromerzeugung in Terawattstunden (= Billionen Wattstunden).
| Jahr | Erzg. |
| ---- | ----- |
| 1985 | 0,01  |
| 1986 | 0,02  |
| 1987 | 0,01  |
| 1988 | 0,01  |
| 1989 | 0,26  |
| 1990 | 0,39  |
| 1991 | 0,51  |
| 1992 | 0,47  |
| 1993 | 0,56  |
| 1994 | 0,60  |

| Jahr | Erzg. |
| ---- | ----- |
| 1995 | 0,64  |
| 1996 | 0,70  |
| 1997 | 0,75  |
| 1998 | 0,81  |
| 1999 | 0,91  |
| 2000 | 1,08  |
| 2001 | 1,35  |
| 2002 | 1,69  |
| 2003 | 2,07  |
| 2004 | 2,71  |

| Jahr | Erzg.  |
| ---- | ------ |
| 2005 | 3,78   |
| 2006 | 5,11   |
| 2007 | 6,92   |
| 2008 | 11,36  |
| 2009 | 19,19  |
| 2010 | 32,20  |
| 2011 | 63,58  |
| 2012 | 96,99  |
| 2013 | 131,96 |
| 2014 | 197,74 |

| Jahr | Erzg.    |
| ---- | -------- |
| 2015 | 256,00   |
| 2016 | 328,11   |
| 2017 | 445,37   |
| 2018 | 575,12   |
| 2019 | 705,52   |
| 2020 | 853,37   |
| 2021 | 1.055,68 |
| 2022 | 1.323,32 |
| 2023 | 1.656,72 |
| 2024 | 2.130,64 |

### Preis von Solarenergie

Entwicklung des Preises pro Watt elektrischer Leistung

Entwicklung des weltweiten Durchschnittspreises von Photovoltaik-Modulen (PV), gemessen in inflationsbereinigten 2023 US-Dollar pro Watt.
| Jahr | Preis pro Watt in „2023 US$“ |
| ---- | ---------------------------- |
| 1976 | 130,70                       |
| 1980 | 36,14                        |
| 1985 | 17,00                        |
| 1990 | 11,94                        |
| 1995 | 8,43                         |
| 2000 | 6,41                         |
| 2005 | 4,57                         |
| 2010 | 2,39                         |
| 2015 | 0,70                         |
| 2016 | 0,64                         |
| 2017 | 0,54                         |
| 2018 | 0,48                         |
| 2019 | 0,44                         |
| 2020 | 0,35                         |
| 2021 | 0,32                         |
| 2022 | 0,35                         |
| 2023 | 0,31                         |